# Барвју (Орегон)
Барвју (енгл. Barview) насељено је место без административног статуса у америчкој савезној држави Орегон.

## Демографија
По попису из 2010. године број становника је 1.844, што је 28 (-1,5%) становника мање него 2000. године.
| Група             | 2000.         | 2010.         |
| Белци             | 1.683 (89,9%) | 1.599 (86,7%) |
| Афроамериканци    | 4 (0,2%)      | 6 (0,3%)      |
| Азијати           | 27 (1,4%)     | 19 (1,0%)     |
| Хиспаноамериканци | 56 (3,0%)     | 84 (4,6%)     |
| Укупно            | 1.872         | 1.844         |